# Kristen Johnston
Kristen Angela Johnston (Washington, 1967. szeptember 20. –) kétszeres Primetime Emmy-díjas amerikai színésznő.
Sally Solomon megformálásáról híres az Űrbalekok című televíziós sorozatban, mellyel két alkalommal nyert Primetime Emmy-díjat legjobb női mellékszereplő (vígjátéksorozat) kategóriában, továbbá négy Screen Actors Guild- és egy Golden Globe-jelölést is szerzett. Az Anyák gyöngye című szituációs komédiában 2018-tól visszatérő-, majd főszereplőként látható.
A mozivásznon fontosabb szerepben Kovakövi Vilmaként tűnt fel A Flintstone család 2. – Viva Rock Vegas című 2000-es vígjátékban.

## Gyermekkora és tanulmányai
Washingtonban született, az ingatlanügynök Angela és az ügyvéd (korábban szenátor) Rod Johnston gyermekeként. A wisconsini Fox Pointban nevelkedett, ahol a St. Eugene's Catholic Grade School tanulója volt. Szülei válása után a Whitefish Bay High School tanintézményben érettségizett le 1985-ben. Tizenéves korában cserediákként Svédországban és Dél-Amerikában is megfordult. A New York Egyetemen drámaszakon szerzett diplomát.

## Színészi pályafutása
Színpadi fellépéseket követően sorozatokban vendégszerepelt, majd 1996-ban megkapta Sally Solomon szerepét az Űrbalekok című vígjátékban. 1996 és 2001 között két Primetime Emmy-díjat nyert, valamint egy Golden Globe-díjra és (egyénileg, illetve a többi színésszel közösen) négy Screen Actors Guild-díjra is jelölték. Az Űrbalekok mellett epizódszerepben feltűnt a Chicago Hope kórházban és más sorozatokban is. 2004-ben a Szex és New York című sorozat hatodik, befejező évadjának egyik epizódjában vendégszerepelt: az idősödő partilányt, Lexi Featherstont alakította, aki véletlenül kizuhan egy ablakon és meghal. A lány halála arra készteti a főszereplő Carrie Bradshawt, hogy átgondolja saját életét. 2005-ben Johnston a Vészhelyzet hat epizódjában volt látható, míg 2009-ben a Ki ez a lány? című vígjáték-drámasorozatban vállalt szereplést. A TV Land csatorna The Exes című szituációs komédiájában 2011 és 2015 között főszerepelt. 2018-tól az Anyák gyöngye egyik visszatérő szereplője.
Fontosabb filmjei közt található a KicsiKÉM – Austin Powers 2. (1999), A Flintstone család 2. – Viva Rock Vegas (2000) és a Zene és szöveg (2007). A 2002-ben bemutatott Jégkorszak című filmben szinkronszerepet kapott, de az általa szinkronizált szereplő jeleneteit végül törölték a végleges változatból.

## Filmográfia

### Film
| Év   | Magyar cím                               | Eredeti cím                               | Szerep                            | Magyar hang      |
| ---- | ---------------------------------------- | ----------------------------------------- | --------------------------------- | ---------------- |
| 1985 |                                          | The Orkly Kid (rövidfilm)                 | nem ismert                        |                  |
| 1992 |                                          | Amazonia (rövidfilm)                      | nem ismert                        |                  |
| 1993 |                                          | The Debt (rövidfilm)                      | Alice Kosnick                     |                  |
| 1995 | Tüzelj vissza!                           | Backfire!                                 | Kate                              |                  |
| 1999 | KicsiKÉM – Austin Powers 2.              | Austin Powers: The Spy Who Shagged Me     | Jovona Dugogatni (Ivana Humpalot) | Kocsis Mariann   |
| 2000 | A Flintstone család 2. – Viva Rock Vegas | The Flintstones in Viva Rock Vegas        | Kovakövi Vilma (Wilma Slaghoople) | Timkó Eszter     |
| 2002 | Jégkorszak (törölt jelenet)              | Ice Age                                   | Sylvia (szinkronhang)             |                  |
| 2002 | Austin Powers – Aranyszerszám            | Austin Powers in Goldmember               | táncos                            |                  |
| 2003 | Senki nem tud semmit                     | Nobody Knows Anything!                    | Miranda                           |                  |
| 2005 | Öregdiák nem vén diák                    | Strangers with Candy                      | Divers edző                       |                  |
| 2007 | Zene és szöveg                           | Music and Lyrics                          | Rhonda                            | Kéri Kitty       |
| 2009 | A csajok háborúja                        | Bride Wars                                | Deb                               | Bognár Gyöngyvér |
| 2009 | Az öröm nyomában                         | Finding Bliss                             | Irene Fox                         |                  |
| 2011 | Ha beüt az élet                          | Life Happens                              | Francesca                         |                  |
| 2012 | Vámpírcsajok (Szívós csajok)             | Vamps                                     | Mrs. Van Helsing                  | Peller Anna      |
| 2012 | Vámpírcsajok (Szívós csajok)             | Vamps                                     | Mrs. Van Helsing                  | Rátonyi Hajni    |
| 2012 |                                          | Bad Parents                               | Tracy                             |                  |
| 2014 | Megőrülök érted                          | Lovesick                                  | Katherine                         | Mics Ildikó      |
| 2016 |                                          | Thrill Ride                               | Esmeralda                         |                  |
| 2018 |                                          | Swiped                                    | Barnes professzor                 |                  |
| 2018 |                                          | For the Love of George                    | Sara                              |                  |
| 2018 |                                          | Hurricane Bianca 2: From Russia with Hate | Roksana                           |                  |
| 2019 | NászszezON                               | The Wedding Year                          | Barbara                           |                  |
| 2020 |                                          | Small Town Wisconsin                      | Alicia                            |                  |

### Televízió
| Év        | Magyar cím                  | Eredeti cím                         | szerep             | Megjegyzések              |
| --------- | --------------------------- | ----------------------------------- | ------------------ | ------------------------- |
| 1994      | Chicago Hope kórház         | Chicago Hope                        | Dr. Wendy Smythe   | 1 epizód                  |
| 1994      |                             | The 5 Mrs. Buchanans                | Zena               | 1 epizód                  |
| 1995      |                             | Hearts Afire                        | Margot             | 1 epizód                  |
| 1996      |                             | London Suite                        | Grace Chapman      | tévéfilm                  |
| 1996–2001 | Űrbalekok                   | 3rd Rock from the Sun               | Sally Solomon      | 139 epizód                |
| 1997      |                             | Microscopic Milton                  | Narrator           | tévéfilm                  |
| 2004      | Szex és New York            | Sex and the City                    | Lexi Featherston   | 1 epizód                  |
| 2004      | Vészhelyzet                 | ER                                  | Eve Peyton főnővér | 6 epizód                  |
| 2007      | Kim Possible                | Kim Possible                        | Warmonga (hangja)  | 3 epizód                  |
| 2009      | Christine kalandjai         | The New Adventures of Old Christine | Francie            | 1 epizód                  |
| 2009–2010 | Ki ez a lány?               | Ugly Betty                          | Helen              | 3 epizód                  |
| 2010      | Író és kamuhős              | Bored to Death                      | Mistress Florence  | 1 epizód                  |
| 2011–2015 |                             | The Exes                            | Holly Franklin     | 64 epizód                 |
| 2013      | RuPaul – Drag Queen leszek! | RuPaul's Drag Race                  | önmaga             | 2 epizód (5. évad)        |
| 2014      |                             | Kirstie                             | Maddie pincérnő    | 1 epizód                  |
| 2014      | Modern család               | Modern Family                       | Brenda             | 1 epizód                  |
| 2015      | Meg-boldogulni              | Getting On                          | Marla Pounder      | 1 epizód                  |
| 2017      |                             | Daytime Divas                       | Anna Crouse        | 6 epizód                  |
| 2018–2021 | Anyák gyöngye               | Mom                                 | Tammy Diffendorf   | visszatérő- és főszereplő |
| 2019      | Békaland                    | Amphibia                            | Braddock (hangja)  | 1 epizód                  |
| 2022      | A zászlónk halált jelent    | Our Flag Means Death                | Evelyn Higgins     | 2 epizód                  |
| 2023      | Az erényes Gemstone-ék      | The Righteous Gemstones             | May–May Montgomery | 9 epizód                  |

## Fontosabb díjak és jelölések

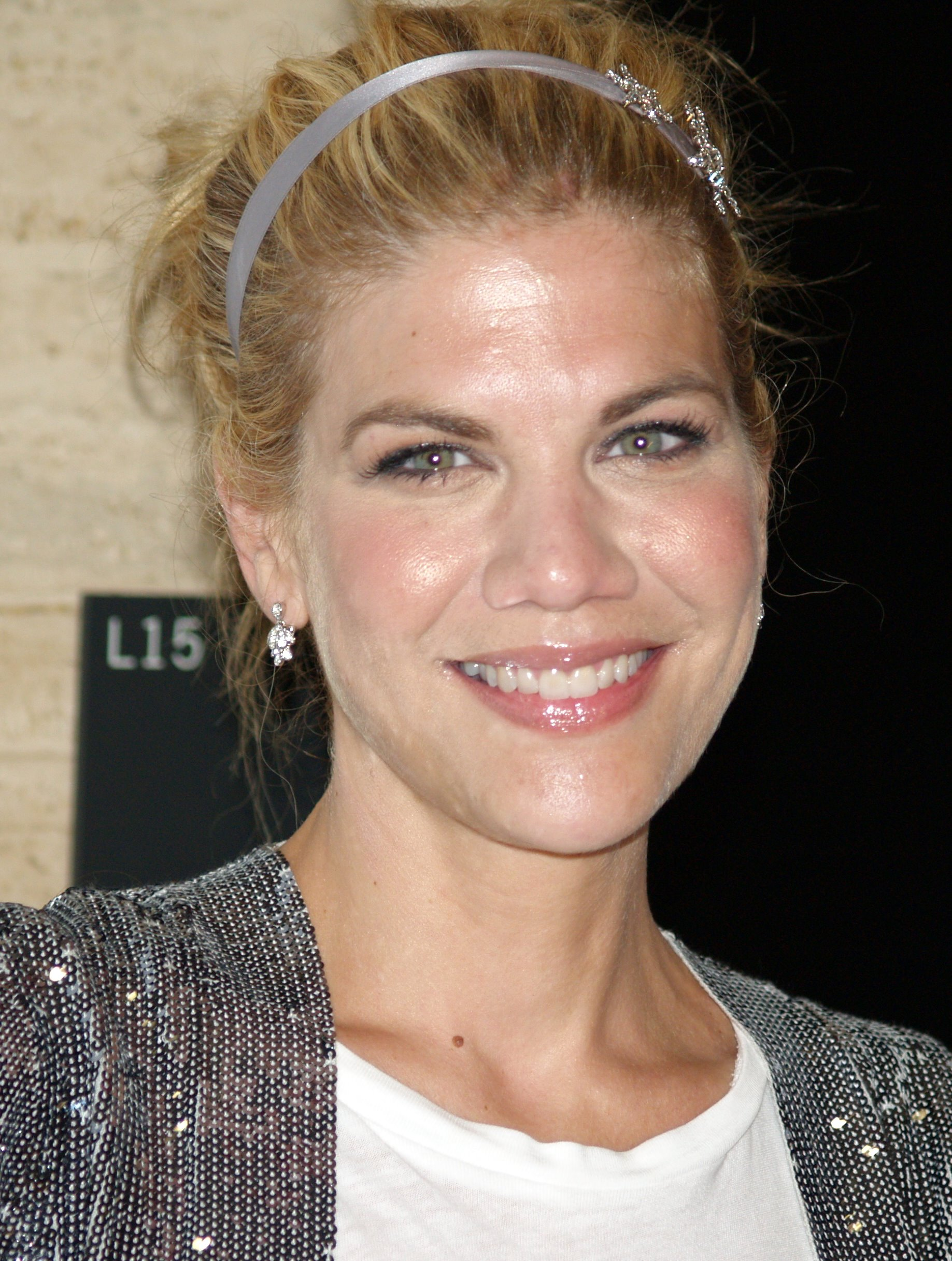
2008-ban

| Év   | Díj                     | Kategória                                                       | Jelölt mű | Eredmény |
| ---- | ----------------------- | --------------------------------------------------------------- | --------- | -------- |
| 1997 | Golden Globe-díj        | Legjobb női mellékszereplő (sorozat, minisorozat vagy tévéfilm) | Űrbalekok | Jelölve  |
| 1997 | Primetime Emmy-díj      | Legjobb női mellékszereplő (vígjátéksorozat)                    | Űrbalekok | Elnyerte |
| 1997 | Screen Actors Guild-díj | Legjobb színésznő (vígjátéksorozat)                             | Űrbalekok | Jelölve  |
| 1997 | Screen Actors Guild-díj | Legjobb szereplőgárda (vígjátéksorozat)                         | Űrbalekok | Jelölve  |
| 1998 | Screen Actors Guild-díj | Legjobb szereplőgárda (vígjátéksorozat)                         | Űrbalekok | Jelölve  |
| 1998 | Primetime Emmy-díj      | Legjobb női mellékszereplő (vígjátéksorozat)                    | Űrbalekok | Jelölve  |
| 1999 | Screen Actors Guild-díj | Legjobb szereplőgárda (vígjátéksorozat)                         | Űrbalekok | Jelölve  |
| 1999 | Primetime Emmy-díj      | Legjobb női mellékszereplő (vígjátéksorozat)                    | Űrbalekok | Elnyerte |

## Bibliográfia
- 2012: Guts: The Endless Follies and Tiny Triumphs of a Giant Disaster., Gallery Books, ISBN 978-1451635065[4]

## Fordítás
- Ez a szócikk részben vagy egészben  a   Kristen Johnston című angol Wikipédia-szócikk fordításán alapul.  Az eredeti cikk szerkesztőit annak laptörténete sorolja fel. Ez a jelzés csupán a megfogalmazás eredetét és a szerzői jogokat jelzi, nem szolgál a cikkben szereplő információk forrásmegjelöléseként.